# Спортивная гимнастика на летних Олимпийских играх 1928
Соревнования по спортивной гимнастике на летних Олимпийских играх 1928 года проводились среди мужчин и — впервые в истории Олимпийских игр — женщин.

## Общий медальный зачёт
| Место | Страна         | Золото | Серебро | Бронза | Всего |
| ----- | -------------- | ------ | ------- | ------ | ----- |
| 1     | Швейцария      | 5      | 2       | 2      | 9     |
| 2     | Чехословакия   | 1      | 3       | 1      | 5     |
| 3     | Югославия      | 1      | 1       | 3      | 5     |
| 4     | Нидерланды     | 1      | 0       | 0      | 1     |
| 5     | Италия         | 0      | 2       | 0      | 2     |
| 6     | Финляндия      | 0      | 0       | 1      | 1     |
| 6     | Великобритания | 0      | 0       | 1      | 1     |

## Медалисты

### Мужчины
| Дисциплина            | Золото | Серебро | Бронза |
| --------------------- | --- | --- | --- |
| Абсолютное первенство | Жорж Миз Швейцария | Херман Хенгги Швейцария | Леон Штукель Югославия |
| Командное первенство  | Швейцария · Ханс Гридер · Аугуст Гюттингер · Херман Хенгги · Ойген Мак · Жорж Миз · Отто Пфистер · Эдуард Штайнеман · Мельхиор Вецель | Чехословакия · Йозеф Эффенбергер · Ян Гайдош · Ян Коутный · Эмануэль Лёффлер · Бедржих Шупчик · Ладислав Тикал · Ладислав Ваха · Вацлав Веселый | Югославия · Леон Штукель · Драгутин Циотти · Стане Дерганц · Борис Грегорка · Антон Малей · Янез Порента · Эдвард Антониевич · Йосип Приможич |
| Перекладина           | Жорж Миз Швейцария | Ромео Нери Италия | Ойген Мак Швейцария |
| Брусья                | Ладислав Ваха Чехословакия | Йосип Приможич Югославия | Херман Хенгги Швейцария |
| Конь                  | Херман Хенгги Швейцария | Жорж Миз Швейцария | Хейкки Саволайнен Финляндия |
| Кольца                | Леон Штукель Югославия | Ладислав Ваха Чехословакия | Эмануэль Лёффлер Чехословакия |
| Опорный прыжок        | Ойген Мак Швейцария | Эмануэль Лёффлер Чехословакия | Стане Дерганц Югославия |

### Женщины
Сразу два призёра прожили более 100 лет: чемпионка Али ван ден Бос и серебряный призёр Карла Марангони. Обе входят в топ-10 призёров Олимпийских игр по продолжительности жизни, а Марангони, которой тогда было менее 13 лет, также и в топ-10 среди самых юных призёров Олимпийских игр.
| Дисциплина           | Золото | Серебро | Бронза |
| -------------------- | --- | --- | --- |
| Командное первенство | Нидерланды · Эстелла Агстериббе · Якомина ван ден Берг · Али ван ден Бос · Петронелла Бюргерхоф · Элка де Леви · Хелена Нордхайм · Анна Поляк · Петронелла ван Рандвейк · Хендрика ван Рюмт · Юдика Симонс · Якоба Стелма · Анна ван дер Вегт | Италия · Бьянка Амброзетти · Лавинья Джанони · Луиджина Джавотти · Вирджиния Джорджи · Джермана Малабарба · Карла Марангони · Луиджина Перверси · Диана Пиццавини · Луиза Танцини · Каролина Тронкони · Инес Верчези · Рита Виттадини | Великобритания · Энни Броадбент · Люси Десмонд · Маргарет Хартли · Эми Джаггер · Изобель Джудд · Джесси Кайт · Марджори Мореман · Эдит Пиклес · Этель Сеймур · Ада Смит · Хильда Смит · Дорис Вудс |